# 쓴풀
쓴풀(Swertia japonica)은 한국의 산이나 들에 나는 한해살이 또는 두해살이풀로 높이는 5-20cm 정도이다. 줄기는 곧게 서고, 자줏빛이 돌며, 전체에 털이 없다. 잎은 마주나며 잎자루는 없고, 가장자리는 밋밋하며 끝이 뾰족하다. 꽃은 흰색, 줄기나 가지 끝에 3-5 송이씩 달리고, 꽃자루는 없다. 꽃받침은 선형, 꽃잎은 넓은 피침형, 자주색 줄이 있다. 갈래 밑에 털로 덮인 선체가 2개이다. 열매는 10~11월에 맺으며 삭과, 피침형이고, 줄기와 잎은 건유제로 쓰인다.

## 관리 및 번식법
관리법 : 직사광을 받지 않는 반그늘의 화단에 심는다.
번식법 : 11월에 받은 종자를 보관 후 이듬해 봄 화단에 뿌린다.